# Пармет, Саймон
Саймон Пармет (настоящая фамилия — Пергамент) (фин. Simon Parmet; 26 октября 1897, Гельсингфорс, Великое княжество Финляндское, Российская империя — 20 июля 1969, Хельсинки, Финляндия) — финский дирижёр, композитор, музыковед
.

## Биография
Еврейского происхождения. Сын Юделя-Иоселя Мовшевича (Моисеевича) Пергамента (1863—1949) и Хаи-Меры Иосифовны Поларской (1861—1917). Со стороны отца семья происходила из Вилкомира, со стороны матери из Калиша. Брат композитора Мозеса Пергамента (1893—1977).
Музыкальное образование получил в Санкт-Петербургской консерватории, Хельсинкском музыкальном институте (ученик Эрика Фурухьельма и Эркки Мелартина) и Берлинской консерватории.
Работал дирижёром Немецкой и Финской национальной опер, в 1948—1953 годах дирижировал оркестром на радио, операми в Киле, Хагене и Хельсинки, выступал в качестве дирижёра в странах Европы, Израиле и США.
С июня 1941 по 1948 год жил в Бостоне в США. Музыкальный колледж имени Богулавского в Чикаго позже присвоил ему звание почётного доктора. В 1942 году вместе с женой Верой Моисеевной Смоленской (1899—1972) получил американское гражданство. С 1948 по 1953 год дирижировал Симфоническим оркестром Финского радио.
Основал академический смешанный хор, и в 1953—1954 годах был его первым руководителем. Один из основателей Общества еврейской песни в Хельсинки.
Свои первые записи сделал в Берлине в 1929 году. В октябре 1940 года создал первую постановку драмы «Мамаша Кураж и её дети» по пьесе Бертольта Брехта, копируя под давлением Брехта стиль Курта Вайля. Композицией Брехт был очень доволен, хотя сам композитор сомневался в этом.
В 1962 году написал музыку к фильму «Pikku Pietarin pihaan», также написал музыку к фильму «Nukkekauppias ja kaunis Lilith» (1955).
Автор несколько книг, посвящённых музыковедению на шведском языке, в том числе, «Sibeliusmuseum Symfonier: I studie i musikförståelse» (Симфония Сибелиуса: интерпретация музыки мыслей), «Con amore: Essäer om musik Science Mästare» и «Genome fönsterrutan: Essäer».
Похоронен на Еврейском кладбище в Хельсинки.

## Семья
Племянница (дочь его брата Исаака, 1883—1948) — композитор и пианистка Эрна Тауро (1916—1993).